# Ministerio de Justicia (Canadá)
El Ministerio de Justicia o Departamento de Justicia (en francés: Ministère de la Justice) es un departamento del Gobierno de Canadá que representa al Gobierno canadiense en asuntos jurídicos. El Departamento de Justicia trabaja para garantizar que el sistema judicial canadiense sea lo más justo, accesible y eficiente posible. El departamento ayuda al gobierno federal a desarrollar políticas y a redactar y reformar leyes según sea necesario. Al mismo tiempo, actúa como asesor jurídico del gobierno, proporcionando asesoramiento y apoyo jurídico y representando al Gobierno de Canadá ante los tribunales.
Las responsabilidades del departamento reflejan el doble papel del Ministro de Justicia, que es también por ley el Fiscal General de Canadá: en términos generales, el ministro se ocupa de la administración de justicia, incluida la política en ámbitos como el derecho penal, el derecho de familia, la legislación sobre derechos humanos y la justicia aborigen; el Fiscal General es el principal funcionario jurídico de la Corona, responsable de llevar a cabo todos los litigios para el gobierno federal.
Aunque la función del Ministro de Justicia existe desde 1867, el departamento no se creó hasta 1868. La sede del Ministerio de Justicia se encuentra en Ottawa, en St. Andrew's Tower (275 Sparks Street), una moderna torre de oficinas de poca altura construida en 1987. El 52.º y actual Ministro de Justicia y Fiscal General de Canadá es David Lametti.

## Historia
En el momento de la Confederación, en 1867, la provincia de Canadá tenía dos Departamentos Jurídicos de la Corona, uno para Canadá Oeste (actual Ontario) y otro para Canadá Este (actual Quebec). En la Confederación, el Departamento Jurídico de la Corona, Canadá Oeste, comenzó a actuar como el nuevo Departamento de Justicia, bajo las órdenes de John A. Macdonald, que era Ministro de Justicia, Fiscal General y nuevo Primer Ministro. El Departamento Jurídico de la Corona, Canadá Este, se convirtió en el nuevo Departamento de la Milicia, siguiendo a su antiguo Fiscal General, George-Étienne Cartier.
El Departamento de Justicia se creó en mayo de 1868, cuando el Parlamento aprobó el Acta del Departamento de Justicia. La Ley reconocía formalmente la estructura informal que ya existía. La Ley también establecía las distintas funciones del Ministro de Justicia y del Fiscal General: el ministro era un asesor político partidista de la Corona, mientras que el Fiscal General prestaba servicios jurídicos.
El nuevo Departamento de Justicia sólo contaba con siete empleados: dos abogados (entre ellos el Viceministro, Hewitt Bernard), un administrativo y taquígrafo (secretario personal de Macdonald), un copista, un pasante a las órdenes de Macdonald y dos mensajeros.
La rama jurídica del departamento siguió siendo relativamente pequeña durante muchos años. En 1939, el departamento sólo contaba con siete abogados. La primera mujer abogada del departamento, Henrietta Bourque, fue contratada en 1939, pero el departamento siguió estando fuertemente dominado por los hombres. En los 25 años transcurridos entre 1939 y 1964, el departamento sólo contrató a cinco abogadas.
Aunque el Acta del Departamento de Justicia le había otorgado la responsabilidad de todos los litigios a favor o en contra del gobierno, muchos departamentos gubernamentales contrataron a sus propios abogados para que les proporcionaran asesoramiento jurídico. En 1962, sin embargo, estos abogados departamentales se agruparon en un servicio jurídico común. Aunque muchos abogados siguen colaborando estrechamente con otros departamentos gubernamentales en unidades de servicios jurídicos departamentales, ahora se les considera empleados del Departamento de Justicia.
Se abrieron oficinas regionales en Montreal (1965), Toronto (1966), Vancouver (1967), Winnipeg (1969), Halifax, Edmonton, Saskatoon, los Territorios del Noroeste e Iqaluit (Nunavut). El Departamento de Justicia copresidió el Grupo de Trabajo Interdepartamental sobre Trata de Personas con el Departamento de Asuntos Exteriores, Comercio y Desarrollo desde 1999 hasta 2012.
El departamento emplea a 5000 personas, casi la mitad de las cuales son abogados, en oficinas repartidas por todo el país, en su mayoría dependientes de la Fiscalía General de Canadá.